# Акматалиев, Эрназар Кубатбекович
Эрназар Кубатбекович Акматалиев (2 июля 1998, с. Орто-Нура, Нарынский район, Нарынская область, Кыргызстан) — кыргызский борец вольного стиля, серебряный призёр чемпионата мира 2021 года, чемпион Азии, участник Олимпийских игр в Токио и Олимпийских игр 2024 года в Париже.

## Спортивная карьера
В январе 2021 года в финале чемпионата Кыргызстана проиграл Алибеку Османову. Несмотря на поражение в финале, тренеры в апреле 2021 года отправили Эрназара на азиатский лицензионный турнир в Казахстане и Акматалиев, одолев представляющего Узбекистан Ильяса Бекбулатова, завоевал путёвку на Олимпиаду в Токио. Организаторы данного соревнования назвали Акматалиева лучшим исполнителем приемов среди борцов вольного стиля на этом турнире. В июне 2021 года в Стамбуле на турнире «Яшар Догу» стал вторым, добровольно уступив Алибеку Осмонову.
На чемпионате мира 2021 года, который проходил в Осло, стал серебряным призёром чемпионата мира в весовой категории до 70 кг. В финале уступил польскому борцу Магомедмураду Гаджиеву. Эта медаль стала первой серебряной по вольной борьбе на чемпионатах мира в истории Кыргызстана.
На чемпионате мира по борьбе среди спортсменов не старше 23 лет (U-23), который проходил в Белграде, Сербия, завоевал золотую медаль и стал чемпионом мира среди спортсменов не старше 23 лет.
На чемпионате Азии 2025, который проходил в Аммане, завоевал золотую медаль.

## Спортивные результаты
- Чемпионат Азии по борьбе среди кадетов 2015 — ;
- Чемпионат Азии по борьбе среди юниоров 2018 — ;
- Чемпионат Азии по борьбе 2019 — 7;
- Чемпионат Кыргызстана по вольной борьбе 2021 — ;
- Чемпионат мира по борьбе 2021 — ;
- Чемпионат мира по борьбе до 23-лет 2021 — ;
- Чемпионат Кыргызстана по вольной борьбе 2022 — [7]
- V Игры исламской солидарности 2021 — ;
- Чемпионат Азии по борьбе 2022 — ;
- Чемпионат мира по борьбе 2022 — [8]
- Кубок мира по вольной борьбе 2022 (команда) — ;
- Чемпионат Азии по борьбе 2025 —